# Incertella albipalpis
Incertella albipalpis är en tvåvingeart som först beskrevs av Johann Wilhelm Meigen 1830.  Incertella albipalpis ingår i släktet Incertella och familjen fritflugor. Arten är reproducerande i Sverige. Inga underarter finns listade i Catalogue of Life.